# Party Rocketsワンマンライブ〜FULL THROTTLE〜
『Party Rocketsワンマンライブ〜FULL THROTTLE〜』（パーティーロケッツワンマンライブフルスロットル）は、2014年11月15日に開催されたParty Rockets（後のParty Rockets GT）の単独ライブ。「初恋ロケット」や「KASABUTA」の生バンドセッションや、MR. BIGのボーカル・エリック・マーティンが書き下ろした「Secret Moon」など全21曲を披露した。
2015年4月22日DVD発売。発売元はつくばテレビ。販売元はイーネット・フロンティア。

## DVD/Blu-ray
『Party Rocketsワンマンライブ〜FULL THROTTLE〜』（2015年4月22日）

### 収録曲
1. 絶対♡LOVE
2. 日常ドリーマー
3. 輝くあなたが好きだけど
4. NO:ID
5. Shy Shy Love
6. Secret Moon
7. ママには言えない
8. スタートライン
9. オリオンの帯
10. Let's Go!!
11. イマジンな愛の歌
12. 初恋ロケット (*1)
13. MIRAIE (*1)
14. アゲハ今 (*1)
15. KASABUTA (*1)(*2)
16. ROCKIN' HORSE BALLERINA (*1)(*2)
17. 弾丸ハイジャンプ (*1)
18. RAINBOW! (*1)
<アンコール>
19. 好きすぎて生きるのがツライよ
20. セツナソラ
<ダブルアンコール>
21. 弾丸ハイジャンプ (*1)

### メンバー
Party Rockets
- 吉木悠佳（HARUKA）
- 藤田あかり（AKARI）
- 菊地史夏（FUMIKA）

ミュージシャン
- バックバンド (*1)
  - ギター：A・O・I
  - ベース：Lüna
  - ドラム：KATSUKI
- スペシャルゲスト (*2)
  - ギター：三宅英明